# Varronia gonavensis
Varronia gonavensis är en strävbladig växtart som beskrevs av Attila L. Borhidi. Varronia gonavensis ingår i släktet Varronia och familjen strävbladiga växter. Inga underarter finns listade i Catalogue of Life.